# عملية شبكة العنكبوت
عملية شبكة العنكبوت (الأوكرانية: Операція «Павутина»، وتنطق: أوبيراتسيا باڤوتينا) هو هجوم بطائرات مسيرة نفذه جهاز الأمن الأوكراني في عمق الأراضي الروسية في 1 يونيو 2025، وذلك في سياق الحرب الروسية الأوكرانية. استهدفت العملية، التي نُفذت بتنسيق دقيق، طائرات الطيران بعيد المدى التابعة لسلاح الجو الروسي، في خمس قواعد جوية هي: بيلايا، دياجيلييفو، إيفانوفو سيفيرني، أولينيا، وأوكرائينكا، بمسيرات أُخفيت داخل شاحنات وأُطلقت من داخل الأراضي الروسية.
وُصفت العملية بأنها أكبر هجوم بطائرات مسيرة على قواعد جوية روسية منذ بداية الحرب، إذ شاركت فيها 117 طائرة مسيرة وأسفرت، بحسب مصادر أوكرانية، عن إصابة أكثر من 40 طائرة روسية، وذكر مسؤول في مجلس الأمن والدفاع الأوكراني أن 13 طائرة على الأقل قد دُمرت. في حين أكدت روسيا وقوع الهجوم دون الكشف عن حجم الخسائر. وتميزت العملية باتساع نطاقها الجغرافي غير المسبوق، حيث استهدفت قواعد تقع في خمس مقاطعات روسية موزعة على خمس مناطق زمنية، بما في ذلك قاعدة بيلايا الواقعة في سيبيريا الشرقية، التي تعرضت لأضرار على بُعد يقارب 4,300 كيلومتر (2,700 ميل) من الأراضي الأوكرانية.

## التحضير
وفقًا لمصادر أوكرانية، استغرقت العملية "المعقدة للغاية" عامًا ونصف العام من التحضير وأشرف عليها شخصيًا فولوديمير زيلينسكي. نُقلت الطائرات المسيرة إلى روسيا، ووضعت في حاويات إطلاق خشبية، ثم حُملت الحاويات على الشاحنات. في بداية الهجوم، فُتحت أسقف هذه الحاويات عن بعد ووُجهت الطائرات المسيرة إلى أهدافها. وزعمت مصادر أوكرانية أن العملاء الذين أعدوا العملية على الأراضي الروسية جرى إجلاؤهم بالفعل قبل بدء الهجمات.
وبحسب مصادر أميركية وأوكرانية، فإن إدارة الرئيس الأميركي دونالد ترامب لم تكن على علم مسبق بالهجمات على القواعد الجوية الروسية.

## الهجمات
استهدفت طائرات مسيرة أوكرانية قواعد جوية روسية متعددة بما في ذلك بيلايا، وديجليفو، وإيفانوفو سيفيرني، وأولينيا. يزعم جهاز الأمن الأوكراني أنه ضرب أكثر من 40 طائرة عسكرية روسية، بما في ذلك القاذفات الاستراتيجية مثل تي يو-160 وتي يو-95 وتي يو-22 إم إس وطائرات الإنذار المبكر والتحكم المحمول جوًّا أيه-50. أكد حاكم منطقة إيركوتسك وقوع هجوم بطائرة مسيرة بالقرب من سريدني، موقع قاعدة بيلايا الجوية، وشارك لقطات تظهر عمودًا من الدخان. وذكرت وسائل الإعلام الروسية وقوع الهجوم على أولينيا، لكنها قالت إن الدفاعات الجوية كانت نشطة. وفي أعقاب الهجمات، أعلن المسؤولون الروس حالة الطوارئ بقاعدتي إنجلز وموروزوفسك الجويتين بسبب وجود تهديد جوي محتمل في هاتين القاعدتين. وأفادت التقارير عن ضربة خامسة على قاعدة جوية بالقرب من فوسكريسينسك في منطقة موسكو في نفس اليوم.
نشرت عدة قنوات على تطبيق تيليجرام مقطع فيديو لانفجار مزعوم في مدينة سيفيرومورسك، حيث تتمركز الغواصات النووية الروسية. نفى رئيس المدينة فلاديمير يفمينكوف هذه المعلومات وقال إنه لم من تهديدات قد كُشفت.
ذكر الرئيس الأوكراني أن 117 طائرة مسيرة استخدمت في الهجوم المنسق، وعمل عدد مساو من مشغلي المسيرات عليها.

### أولينيا
عقب تقارير إعلامية عن تمركز عدد كبير من طائرات الطيران الاستراتيجي في قاعدة أولينيا الجوية جنوب مدينة مورمانسك، تعرضت القاعدة لهجوم طائرات مسيّرة انتحارية من فئة منظور الشخص الأول، ما أسفر عن تدمير أو تضرر عدد من الطائرات الاستراتيجية. ورغم أن وسائل الإعلام الروسية أقرت بالهجوم، فإنها أكدت أن أنظمة الدفاع الجوي الروسية كانت تعمل أثناءه. وشهدت مدينة أولينيغورسك القريبة انفجارات وحرائق، وجرى تداول مقاطع مصورة توثق الأضرار. نُفذ الهجوم من شاحنة كانت متوقفة في إحدى محطات الوقود، وسُجّل وقوع أكثر من عشرة انفجارات. وأعقبت السلطات ذلك بفرض إغلاق تام على المدينة، مانعة الدخول والخروج منها. يُذكر أن القاعدة تضم قاذفات من طراز Tu-95 القادرة على حمل أسلحة نووية. وبحسب بيانات مشروع AviVector المتخصص في المعلومات مفتوحة المصدر، كانت القاعدة تؤوي حتى 26 مايو: قاذفتين Tu-95MS، وثلاث قاذفات Tu-160، وطائرتين Su-34.

### بيلايا
استُهدفت قاعدة بيلايا الجوية في مقاطعة إيركوتسك بهجوم أكدته السلطات المحلية، إذ صرح حاكم المنطقة إيغور كوبزيف بأن الهجوم طال مبنى قديمًا في منطقة نوفومالتينسك. وكما في حالة أولينيا، انطلقت الطائرات المسيّرة من شاحنات داخل الأراضي الروسية. ويمثل هذا الهجوم أول ضربة أوكرانية تصل إلى عمق سيبيريا. تضم القاعدة الفوج 200 لحرب القاذفات الثقيلة "حرس بريست" الحائز على وسام الراية الحمراء والمجهز بطائرات Tu-22M3. كما نشر الحاكم تسجيلات مصورة تظهر أعمدة الدخان تتصاعد من موقع الهجوم. ووفقًا لـAviVector، بلغ عدد الطائرات في القاعدة عشية الهجوم 52 طائرة استراتيجية، شملت 35 قاذفة Tu-22M3، و6 قاذفات Tu-95MS، و7 قاذفات Tu-160، بالإضافة إلى 30 مقاتلة MiG-31 و8 طائرات دعم ونقل.

### دياجيلييفو
تعرضت قاعدة دياجيلييفو الجوية قرب مدينة ريازان لهجوم بطائرات مسيّرة، أكدته السلطات المحلية. وأفاد حاكم المنطقة بأن شظايا طائرة مسيّرة أُسقطت تسببت في أضرار بسقف أحد المباني السكنية، دون وقوع إصابات. وشهدت القاعدة ما لا يقل عن سبعة انفجارات، وتعد من القواعد التي تتمركز فيها طائرات Tu-95MS وTu-22M3.

### إيفانوفو
أُفيد بتعرض قاعدة إيفانوفو الجوية القريبة من مدينة إيفانوفو لهجوم، غير أن السلطات المحلية لم تصدر أي تأكيد رسمي بشأنه. وكانت القاعدة قد تعرضت لهجوم سابق بتاريخ 23 مايو 2025. وتشير تقارير صحفية، منها ذا موسكو تايمز، إلى أن طائرة الإنذار المبكر A-50 قد تكون تضررت نتيجة للهجوم.

### أوكراينكا
كانت قاعدة أوكرائينكا الجوية قرب بلدة سيريشيفو في مقاطعة آمور من بين الأهداف المخطط استهدافها ضمن العملية. إلا أن الهجوم لم يُنفذ بنجاح، إذ انفجرت الشاحنة التي كانت تحمل طائرات FPV المسيّرة قبل إطلاقها نحو الهدف.

## التبعات
أكد مسؤولون أوكرانيون أن الضربات الجوية ألحقت أضرارًا بما يقرب من ثلث حاملات صواريخ كروز الاستراتيجية الروسية، والتي تُقدّر قيمتها بنحو 7 مليارات دولار أمريكي. وذكر معهد دراسة الحرب في تحليله الأولي أن قدرة روسيا على إطلاق صواريخ وطائرات مسيّرة بعيدة المدى نحو أوكرانيا قد تكون تأثرت مؤقتًا على الأقل، مشيرًا إلى أن بعض الطائرات الاستراتيجية التي تضررت هي طرازات قديمة خرجت من خطوط الإنتاج ولا يمكن تعويضها. ذكر الجنرال كريستيان فرويدنج، وهو جنرال ألماني ينسق المساعدات العسكرية إلى أوكرانيا، أنه وفقًا للتقييم الألماني فقد تضرر 10% من أسطول القاذفات الروسية بعيدة المدى في الهجوم الأوكراني.
من جانبها، وصفت وزارة الدفاع الروسية العملية بأنها "هجوم إرهابي". وأشارت الوزارة إلى وقوع هجمات على قواعد جوية في خمس مناطق روسية، لكنها زعمت أن الهجمات أُحبطت في ثلاث من تلك المناطق. وأكدت الوزارة وقوع أضرار في طائرات بقاعدتي أولينيا وبيلايا فقط.
وفي السياق نفسه، أفادت وكالة تاس أن سائق شاحنة يُشتبه بضلوعه في تنفيذ الهجوم سيخضع للاستجواب من قبل الشرطة.
قورنت العملية بالهجوم على بيرل هاربر الذي نفذته القوات البحرية الإمبراطورية اليابانية على القاعدة البحرية الأمريكية في بيرل هاربر في 1941. اعتبرت قناة ريبار التي يديرها أحد مشاهير المدونين العسكريين الروس أن الضربة «دون شك قاسية للغاية»، مع الإشارة إلى أخطاء خطيرة ارتكبتها الاستخبارات الروسية.

## التحليل
وفقًا لصحيفة فاينانشال تايمز، شكّلت الطائرات التالفة والمدمرة حوالي 20% من أسطول الطيران الاستراتيجي طويل المدى الروسي العامل. العديد من أنواع الطائرات المتأثرة، مثل Tu-95 وTu-22M3، لم تُصنع منذ حل الاتحاد السوفيتي عام 1991، مما يجعل استبدالها أمرًا صعبًا للغاية. ووفقًا للخبير العسكري ويليام ألبرك، قد يستغرق تعويض هذه الخسائر سنوات أو حتى عقودًا. وأضاف ألبرك أن هذه الهجمات ستجبر روسيا على توزيع أسطول قاذفاتها عبر قواعد جوية متعددة، مما يقلل من قدرتها على تنفيذ ضربات واسعة النطاق تهدف إلى إرباك الدفاعات الجوية الأوكرانية.
قارن الكاتب في صحيفة وول ستريت جورنال برنارد-هنري ليفي هذه العملية بهجمات أجهزة النداء الإسرائيلية على مقاتلي حزب الله، واصفًا إياها بأنها واحدة من أذكى العمليات العسكرية في التاريخ، والتي ستُدرس لأجيال. وأشار أيضًا إلى أن هذه العملية وجهت واحدة من أهم الضربات لروسيا خلال غزوها لأوكرانيا، إلى جانب غرق السفينة الرئيسية موسكفا، وتدمير جسر القرم، وتراجع أسطول البحر الأسود الروسي إلى نوفوروسيسك، وهجوم كورسك 2024.